# الإمارة الخالدية الثانية
الإِمَارَةُ الخَالدِيَة الثَانِية أو دَولَةُ بَنِي خَالِد الثَانِية أو إِمَارَةُ آل حُمَيد الثَانِية هي دولة قامت في شرق شبه الجزيرة العربية على يد الأمير ماجد بن عريعر الخالدي بعد سقوط الدولة السعودية الأولى وتراجع قوات إبراهيم باشا من منطقة الأحساء، كانت عاصمة الإمارة هي الأحساء، وكانت تحثها من الشمال إمارة الكويت، ومن الغرب إمارة الدرعية، ومن الشرق بحر الخليج العربي، دامت الإمارة بين سنتيّ (1819 و1830م = 1234 و1245ه‍ـ).
كانت الإمارة في البداية تابعة للدولة العثمانية من أجل إضعاف نفوذ آل سعود في شبه الجزيرة العربية٬ وكان هذا في البداية حتى عام 1820 أصبحت الإمارة أوضاعها مستقلة٬ وازدهرت الإمارة من ناحية الاقتصاد بتجارة مع الدول المجاورة٬ وكان تركيز الدولة على الاقتصاد أكثر من التطور العسكري٬ بسبب هذا زادت الهجمات على الإمارة لطمع القبائل والدول المجاورة على مناطقها.
وكانت إحدى هذه الهجمات هي معركة الرضيمة أو مناخ الرضيمة حدثت في عام 1823٬ وسببها كانت العداوة بين قبيلة العجمان وقبيلة بني خالد٬ وقَتل ماجد عشرين شخصا من العجمان ورد العجمان بنفس الشيء على بني خالد حتى حدثت هذه المعركة شمال الرياض٬ وكانت هزيمة لماجد وخسرت الإمارة جزء كبير من أرضها في الشمال.
وفي عام 1826 حدثت معركة كبيرة قرب شواطئ القطيف بين القوات الخالدية وقوات رحمة بن جابر٬ وأشتهر بالقرصنة في بحر الخليج العربي٬ وقيل انه من بنى قلعة الدمام التي أصبحت تابعة للإمارة بعد المعركة٬ في هذه المعركة ساعدت بريطانيا الإمارة الخالدية في مواجهة رحمة بن جابر بسبب إعتدائه على الممتلكات البريطانية في الخليج العربي وحصل ماجد بعض المساعدات من دولة البحرين، وانتصر ماجد في هذه المعركة.
بدأت الإمارة محاولة في إنشاء علاقات سياسية مع الدول الأوروبية بسبب موقعها المميز في سواحل الخليج العربي٬ ولكن هذه المحاولة بائت بالفشل بسبب سقوط الإمارة في عام ٬1830 حدث في هذا التاريخ معركة السبية وهي المعركة التي أسقطت إقليم الأحساء والإمارة للحكم السعودي مرة أخرى٬ دارت هذه المعركة بين آل سعود وهم حكام الدولة السعودية الثانية٬ وبين بني خالد وهم حكام الإمارة الخالدية٬ وفي هذه المعركة قُتل ماجد أمير الإمارة وكانت المعركة هزيمة للإمارة الخالدية وسقطت إلى النفوذ السعودي.

## خَلفيَّة تَارِيخية

### الإمارة الخالدية الأولى (1669م - 1796م)

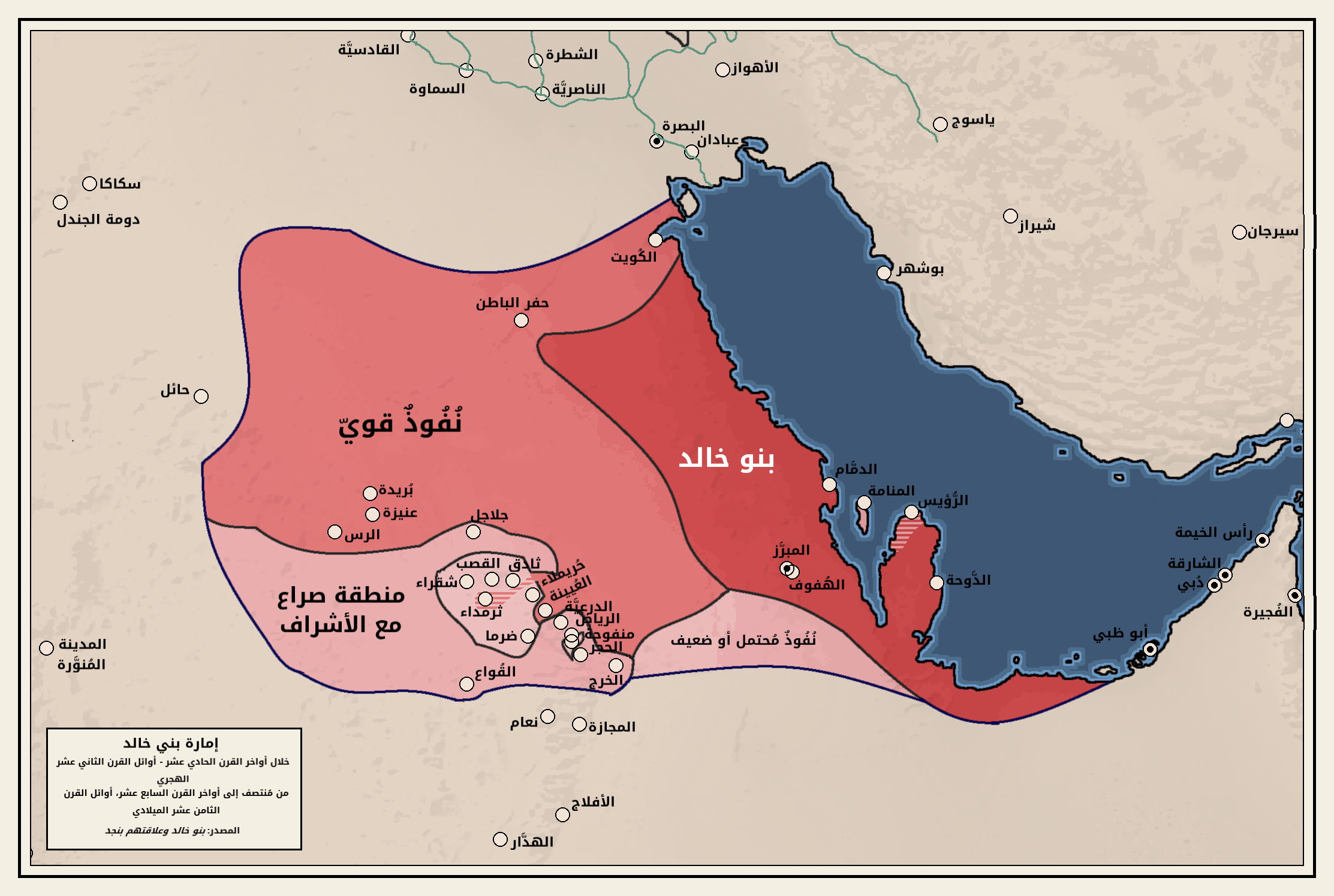
خريطة الإمارة الخالدية الأولى، الذي أسسها براك بن غرير

كان تواجد الأسرة الحاكمة بني خالد في الأحساء ليس حديثا، وكان لهذه الأسرة علاقة مع الدولة العثمانية والإمبراطورية البرتغالية والدولة الجبرية قبل نشوء دولتهم الأولى، في عام 1669 للميلاد شن الأمير براك بن غرير حملات عسكرية على الدولة العثمانية في الأحساء، وبسبب ضعف قوة الدولة العثمانية في شبه الجزيرة العربية، وانشغالها في حروبها مع دول البلقان في أوروبا، نجح براك بن غرير في هزيمة العثمانيين بمنطقة الأحساء، وهكذا أستطاع أن يقوي نفوذه في الأحساء ونجد ويؤسس دولته مع أسرته آل حميد، وأستمرت دولته من سنة 1669م إلى سنة 1796م، حتى سقطت من حملات الإمارة السعودية الأولى وانتقلت الأحساء إلى الحكم السعودي.

### العهد السعودي (1796م - 1818م)

خريطة الدولة السعودية الأولى قبل الحملة العثمانية على الحجاز

زادت الصراعات الداخلية في شبه الجزيرة العربية في نهاية القرن الثامن عشر بعد نهاية إمارة بني خالد الأولى وظهور آل سعود وحلفائهم كقوة محلية دينية وسياسية وحيدة في المنطقة العربية، والتي تمتلك قوة عسكرية بدأت تقلق المناطق المجاورة بسبب الغارات المستمرة على العراق وبلاد الشام الخاضعين في ذلك الوقت للحكم العثماني.
إلا أن الدولة العثمانية آنذاك وبسبب ضعفها وانشغالها بمشاكل داخلية وخارجية لم يكن باستطاعتها أن توقف زحف آل سعود وحلفائهم فأسندت الأمر إلى واليها في مصر: محمد علي باشا، الذي وافق على الأمر في الحال لطموحه المتزايد في الاستيلاء على بلاد الشام والعراق والسيطرة على التجارة وطريق الحج الذي تأثر بسبب سيطرة آل سعود وحلفائهم.

### سقوط السعوديين (1818م)

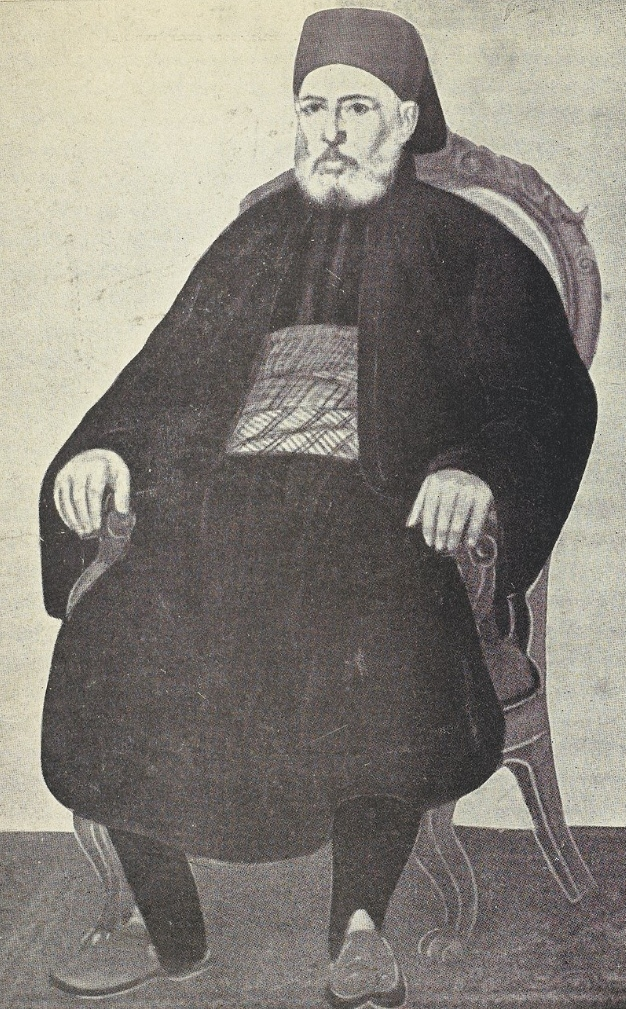
إبراهيم باشا، أحد القادة العسكريين في حملة محمد علي على السعوديين.

أرسل محمد علي حملة عسكرية يرأسها ابنه طوسون عام 1811م ثم اعقبها بحملة ثانية عام 1813م والتي أسقطت الدرعية في عام 1818م وسقطت الأحساء والقطيف. بعدها في عام 1819م بدأ محمد بن مشاري آل معمر بإعادة إعمار الدرعية التي حطمها جيش إبراهيم بن محمد علي باشا واستطاع أن يثبت حكمه وخضعت له بعض البلدان. وعلى أثر انهيار الحكم السعودي في الأحساء بيد إبراهيم باشا عاد محمد وماجد لتزعم الأحساء وعادوا لإمارتهم الهفوف والقطيف إلا أن قوة من الجيش المصري قدمت إلى الأحساء، اجبرت هذين (ماجد ومحمد) لترك الأحساء مرة أخرى.

## التَّاريخ

### عهد ماجد بن عريعر (1819م - 1830م)

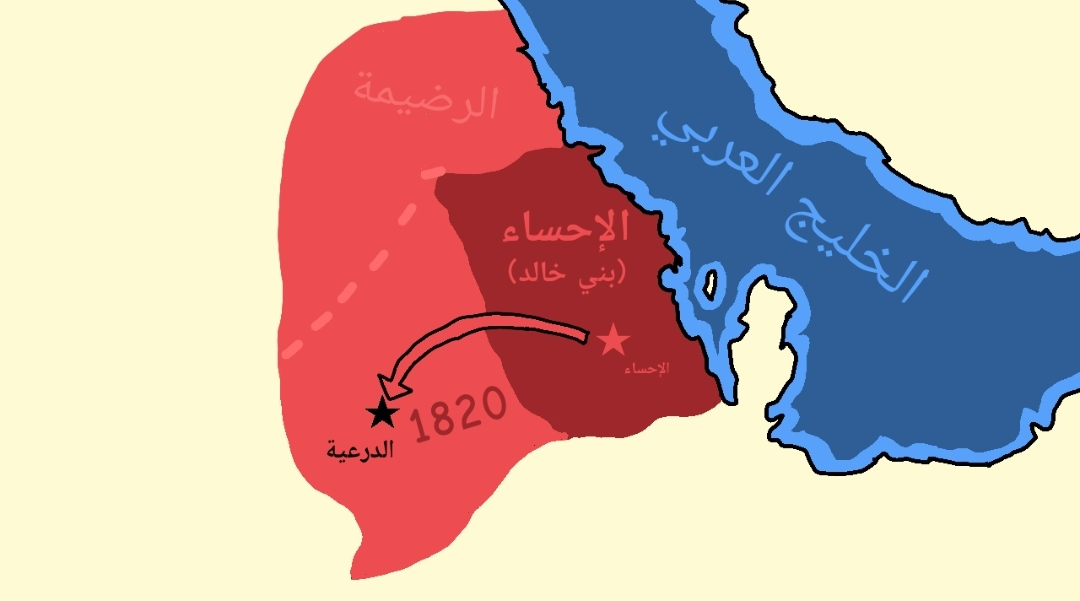
الغزو الخالدي على منطقة الدرعية سنة (1820م).

لا تذكر لنا المصادر التاريخية سيرة حياة هذه الشخصية، غير الاحداث التاريخية التي حدثت في عهده من المعارك والأزمات الإقليمية مع الدول المجاورة، على الرغم من هذه الأزمات التي عانت منها الدولة، إلا انها كانت دولة غنية في الاقتصاد والزراعة والتجارة، وكانت هذه أحد اسباب عوامل سقوط الإمارة، وبسبب ثرائها، زادت الهجمات والنزاعات الإقليمية عليها من اجل الحصول على هذه الموارد المهمة في منطقة الخليج العربي في عهد ماجد.
غادرت القوة المصرية الأحساء بعد مدة وجيزة وعادا ماجد ومحمد لحكم الأحساء وزاد نفوذهما في المنطقة بعد أن تمكنا من إنهاء حكم سيف بن سعدون زعيم السياسب في المنطقة، قرر ماجد بن عريعر القضاء على حكم محمد بن مشاري آل معمر في نجد، فجهز حملة على الدرعية عام 1820م وأيد هذه الحملة أهل الرياض وحريملاء والخرج وكان ماجد يعلم أن بقاء في الدرعية معناه نهاية حكمهم للأحساء ونهاية إمارة بني خالد الأولى دليل على ذلك.

#### معركة الرضيمة (1823م)

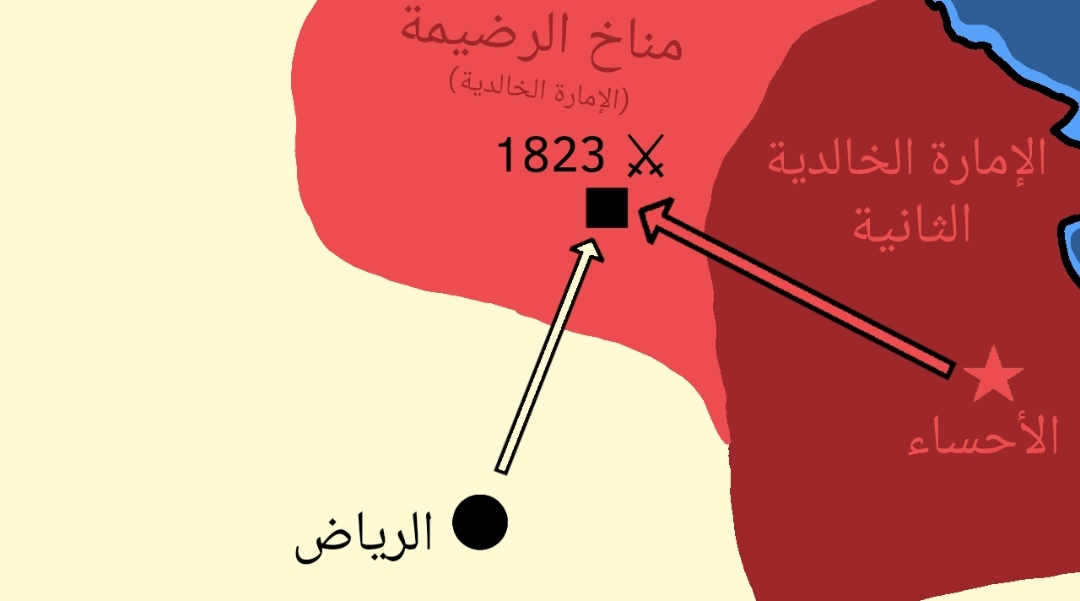
معركة الرضيمة (1823م)، تظهر تحركات جيوش قبائل الرياض والجيش الخالدي إلى أرض المعركة.

خَدع محمد بن مشاري ماجد في كتابته له بإعطاءه الهدايا على ان يترك نجد، ونجحت الخدعة، وترك ماجد نجد وشؤونها لمدة عشر سنوات، واستفادت منها نجد في تقوية نفوذها، وحدثت معركة كبيرة بين بني خالد والعجمان في عام 1823م، وشاركت فيها قبيلة مطير إلى جانب العجمان ضد بني خالد، تسمى هذه المعركة معركة الرضيمة أو مناخ الرضيمة، وكان سببها أن ماجد قَتل أفراد من قبيلة العجمان بدون سبب يُذكر، ورد قبيلة العجمان بنفس الفعل على قبيلة بني خالد مما زادت شرارة القتال بين الاثنين وتحركوا جميعا إلى أرض المعركة؛ والتي تقع شمال شرق الرياض وانتهت بخسارة بني خالد لهذه المعركة.
على الرغم من أن عدد قوات بني خالد وحلفائها أكثر من عدد قوات القبائل المنافسة، إلا أن قواتهم كانت تتضور عطشاً وجوعا أثناء القتال، فا زاد حصار القوات وإزدحام المكان وضعف قوات بني خالد، مما اضطر ماجد وأخوه محمد إلى الانسحاب من أرض المعركة بعد قتال طويل، تاركين غنائمهم وأموالهم وإبلهم للعدو، واغتنمها جيش فيصل الدويش وعادوا بها إلى الرياض.

#### قرصنة رحمة بن جابر (1826م)

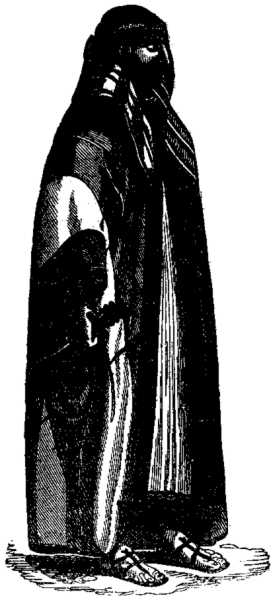
رحمة بن جابر، بخط تشارلز إلمز

في تلك الفترة كان رحمة بن جابر متواجد في الدمام، وكان كل نشاطه البحري على أهل القطيف لإسقاط تجارتهم وفرض الجزية عليهم، وكان ماجد بن عريعر يعاني من تعديات رحمة بن جابر على القطيف، ولم يكن بإستطاعته إيقافه بسبب عدم امتلاكه قوة بحرية تردعه، فطلب من آل خليفة حكام البحرين المساعدة في تخلص من قرصنة رحمة بن جابر، ووافقت البحرين على طلب ماجد، لكن زادت قرصنة رحمة بن جابر حتى وصلت لأهل البحرين وطلب ماجد المساعدة من بريطانيا ووافقت بريطانيا على المساعدة وأرسلت طرادين أمام الدمام لمنع رحمة من نهبها.
حدثت معركة عنيفة بين الإمارة الخالدية مع رحمة بن جابر قرب مدينة القطيف وبدعم من البحرين والإمبراطورية البريطانية للإمارة الخالدية، كانت نتيجة المعركة إنتصار لماجد وهزيمة لرحمة وقُتل في المعركة، بعد هذه المعركة تعززت علاقات ماجد بن عريعر مع البحرين وزادت العلاقات التجارية بينهم، وايضا زادت العلاقات السياسية والتجارية مع الإمبراطورية البريطانية.

#### معركة السبية وسقوط الإمارة (1830م)

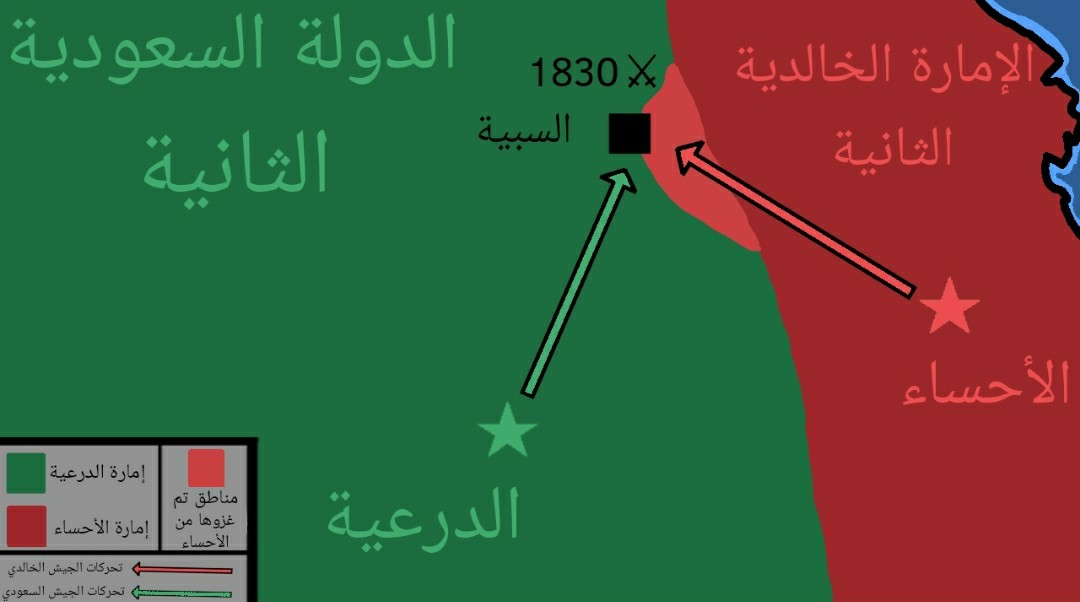
معركة السبية (1830م)، تظهر تحركات الجيش السعودي والجيش الخالدي إلى أرض المعركة، أدت هذه المعركة إلى هزيمة بني خالد ونهاية الإمارة.

في عام 1829م زاد قوة آل سعود وجهزوا حملة على الأحساء بقيادة محمد بن عفيصان وبدعم من تركي بن عبدالله حاكم الدرعية، قام بنهب قافلة لبني خالد محملة بالكثير من البضائع وكانت هذه القافلة في طريقها من العقير إلى الهفوف، وبسبب هذا العمل، حشد ماجد قوته وانضمت إليه بعض القبائل منهم سبيع وعنزة ومطير، وجهز تركي بن عبدالله قواته بسرعة وأرسلها بقيادة ابنه فيصل لقتال بني خالد، وبعد نشوب المعركة، جاء تركي بن عبدالله بقوة قادها بنفسه والتحق بالمعركة فكانت وقعة السبية المشهورة والتي استمرت لأكثر من شهر، قُتل فيها ماجد وخسر بني خالد هذه المعركة وانتهت الإمارة الخالدية الثانية والأخيرة في عام 1830م وعاد الأحساء يخضع لآل سعود مرة أخرى.
بعد هذه المعركة وموت ماجد، أصبحت الأحساء بلا أمير يدافع عنها وهذا ساعد جيوش تركي وفيصل في دخول الأحساء سريعا، وكانت منطقة الأحساء مهمة لاقتصاد نجد، ولكن اعترض على طريقهما عبد الله بن سليمان المشهوري الخالدي، وهو قائد الجيش الخالدي قاوم التواجد السعودي في الأحساء ومنعهم من دخول القطيف لبضعة أشهر حتى نجحوا في دخولها، وظل عبد الله مع جيشه في قلعة تاروت وكان عددهم 800 رجل، حاصرتهم الجيوش السعودية وهُزم عبد الله وهرب إلى دولة المنتفق في العراق، وبعد هذه المعركة في قلعة تاروت أصبحت منطقة الأحساء بالكامل تحت حكم آل سعود.

### محاولة استعادة الحكم (1871م)

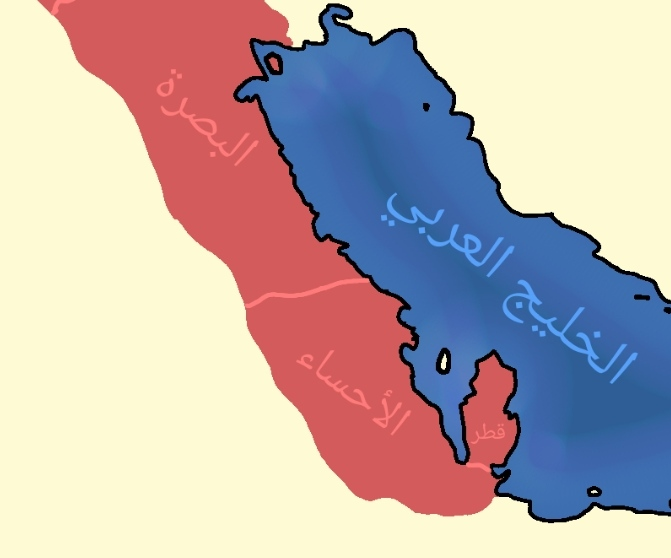
ولاية الأحساء العثمانية على عهد بركة بن عريعر الذي انتهى حكمه في سنة (1875م)، وانتهى الحكم الخالدي في المنطقة بعده.

انتعشت الدولة العثمانية بعد انتهاء حرب القرم نتيجة لبعض الإصلاحات التي أجرتها على اجهزتها الإدارية والعسكرية فبدأت تخطط لإعادة الأقاليم التي كانت تحت سيطرتها، وقد استغل والي بغداد العثماني مدحت باشا الفرصة في الخلاف الواقع بين الأمير السعودي عبداللّٰه بن فيصل وأخيه سعود بن فيصل، فأرسل حملة عسكرية إلى الأحساء بناءً على طلب أحدهما، وقد حقق مدحت باشا هدف حملته فأحتل الأحساء من حكم آل سعود في سنة 1871م، وهكذا بسطت الدولة العثمانية نفوذها على الأحساء مرة أخرى وأرادت كسب وإرضاء أهل الأحساء فعينت بركة بن عريعر واليا على الأحساء، وهو من زعماء بني خالد.
واجهت الدولة العثمانية مشاكل مع القبائل العربية المتواجدة في المنطقة بسبب اتصافهم الحكم العثماني في المنطقة بطابع العسكري، وبعد سنتين من الحكم العثماني إزداد كراهية العرب للحكم العثماني بسبب سوء المعاملة والضرائب الباهضة، مما زاد شرارة الثورات في الأحساء وزادت تكاليف عسكرية الدولة العثمانية على المنطقة فأسندت الأمر إلى والي البصرة ناصر باشا، في عام 1874 عقد ناصر باشا مؤتمر في مدينة الهفوف أعلن فيه عن تنصيب بركة بن عريعر واليا على إقليم الاحساء، ويسمى في بعض المصادر بزيغ بن عريعر، ويعد بركة أول عربي يتولى منطقة الأحساء أثناء الحكم العثماني، لكن حكمه لم يدم طويلا وانتهى في سنة 1875، أستطاع في فترة حكمه تخفيف ثورات العرب على السلطة العثمانية وتقليل تكلفة الجيش في المنطقة.

## الاقْتِصاد

### التجارة

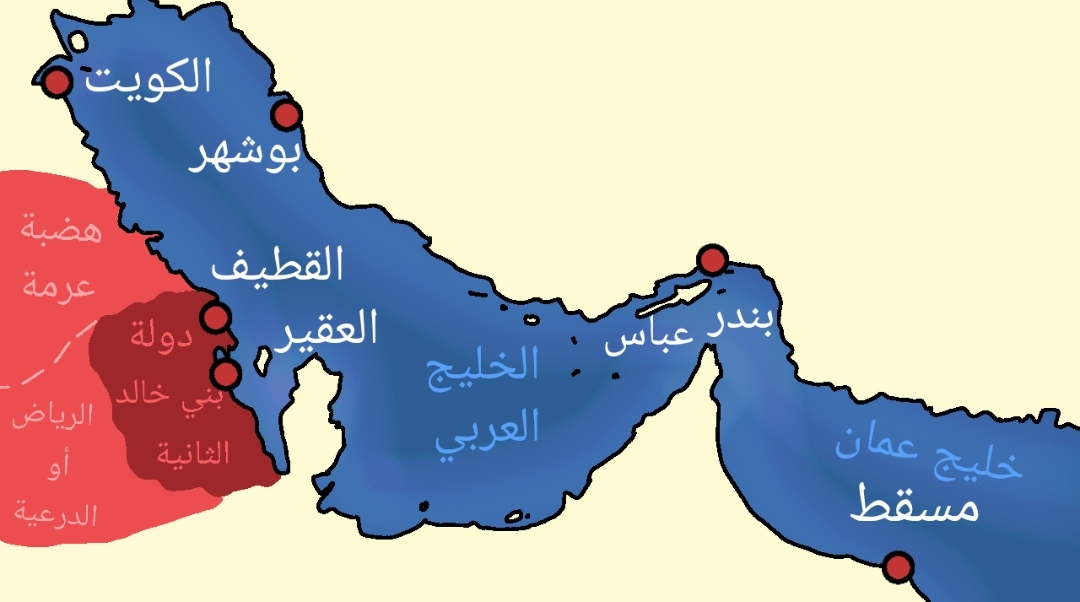
موانئ الخليج العربي (1820م)، تظهر هذه الخريطة أهم مواقع موانئ الخليج العربي، وتوضح لنا الخريطة بأن ميناء القطيف أحد أهم الموانئ، الذي كان تابعاً للإمارة الخالدية في ذاك الوقت.

كان النظام التجاري في الإمارة الثانية مشابهاً للإمارة الأولى، كانت الدولة تعتمد شبه كامل على التجارة البحرية في الخليج العربي والمحيط الهندي، وكان موقع الدولة مهما في التجارة، كان موقعها من أهم الطرق التجارية التقليدية في شبه الجزيرة العربية، والذي كانت تمُر منها القوافل المحملة بالخضروات والبضائع إلى نجد والمناطق المجاورة لمنطقة الأحساء، وكان ميناء القطيف أحد أهم الموانئ في الخليج العربي للتجارة البحرية، والذي كان يستخدمونه الهنود في الاستراحة والبيع والشراء، ومما يجعل اغلب الشعوب الآسيوية تأتي لهذا الميناء هو بسبب الأمن والأستقرار وموقعه والتسهيلات إلى وصوله، وكانت الشركات الأوروبية في الهند تأتي لتجارة في الأحساء أثناء إزدهار الإمارة وتوسعها في هضبة عرمة ونجد.

### القوافل والبضائع

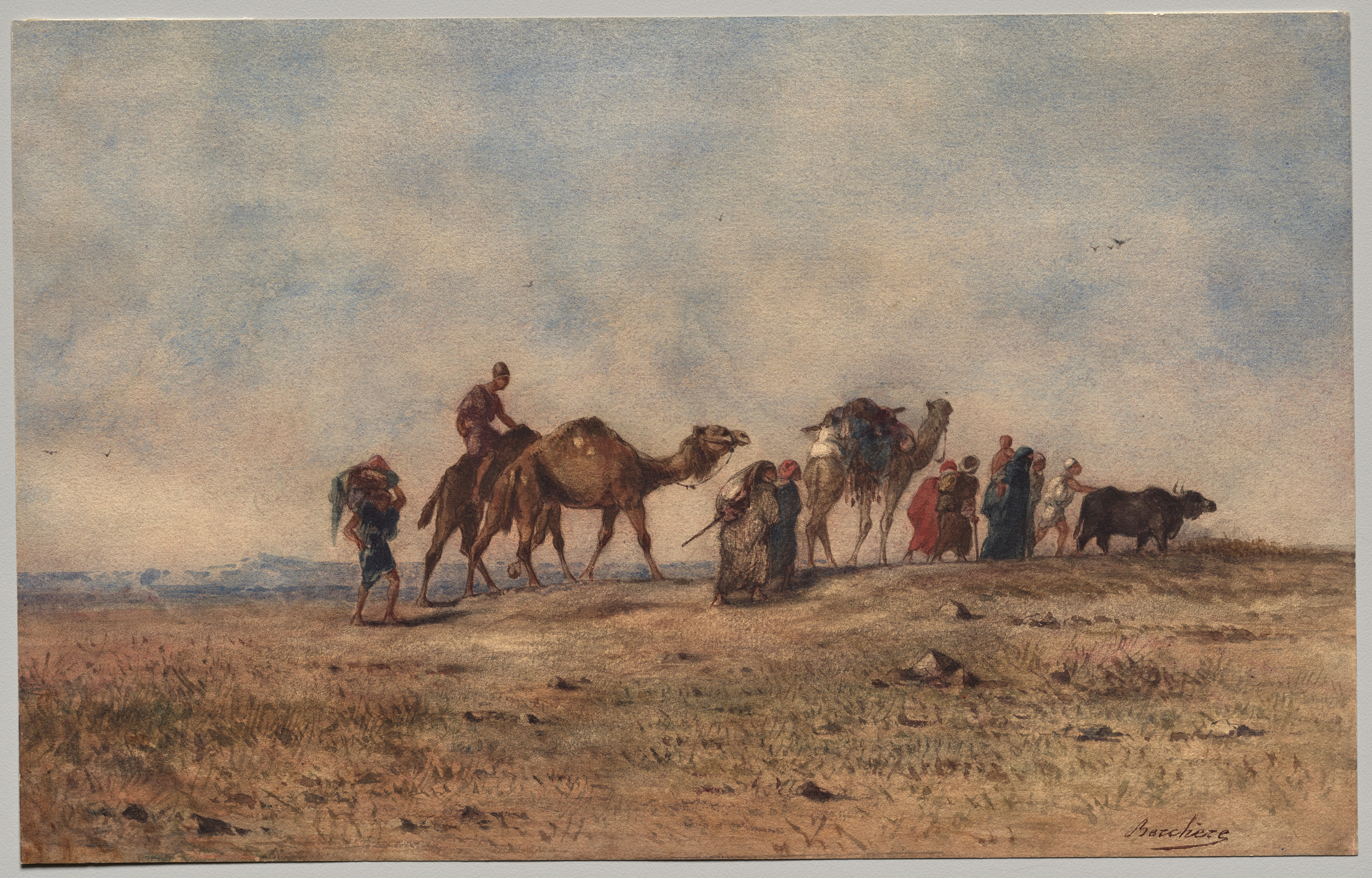
القافلة، أحد أهم وسائل نقل البضائع برياً في الخليج العربي، والتي كانت تتم حمايتها أثناء النقل بمساعدة الإمارة الخالدية، مما جعلها من أهم طرق التجارة لدى الإمارة.

القوافل العربية في الأحساء تعتمد على التجارة البرية بين البصرة ومسقط، وكانت هناك طرقات برية تربط بين مسقط والأحساء والتي عززت العلاقات بين الإمارة الخالدية و الإمبراطورية العمانية، كانت التجارة بينهما في البهارات والتوابل والمعادن والعطور الذي يأخذونها من القوافل القادمة من مسقط وكانت أيضا تُبَاع في نجد والمناطق المجاورة للأحساء، ويتم استخدام التوابل والبهارات في الطبخ وإستخدام المعادن في صناعة الأسلحة وصناعة إبريق وصناعة النقود المعدنية وإستخدام العطور في تزين الزي العربي والذي هو أيضا يتم صنعه من القطن المصري ويتم أخذه من نجد، وكان أيضا للأحساء علاقة تجارية برية مع البصرة التابعة للدولة العثمانية، وكانت العلاقة التجارية مع البصرة مشابهة للعلاقة مع مسقط من ناحية عدد القوافل والبضائع، لكن أهل الأحساء كانوا يُفَضلون البصرة بسبب موقعها القريب من شط العرب، كانت منطقة الأحساء مكانًا للراحة والرخاء للطريق البري من مسقط إلى البصرة، وكانوا يستخدمونها أهل نجد أيضا للراحة والرخاء إذا ارادوا التجارة في مسقط، ولم تكتفي الأحساء بالبضائع الآتية من القوافل، بل كانت تأتي البضائع من التجارة البحرية أيضا مع الهند، وكانت البضائع من الفلفل والخضار الهندي، ونتيجة لهذه البضائع والقوافل التي كانت تدعم وتزود الأحساء، وأصبحت منطقة الأحساء من ضمن اغنى المناطق في الخليج العربي من ناحية الاقتصاد والأمان.

### العملة

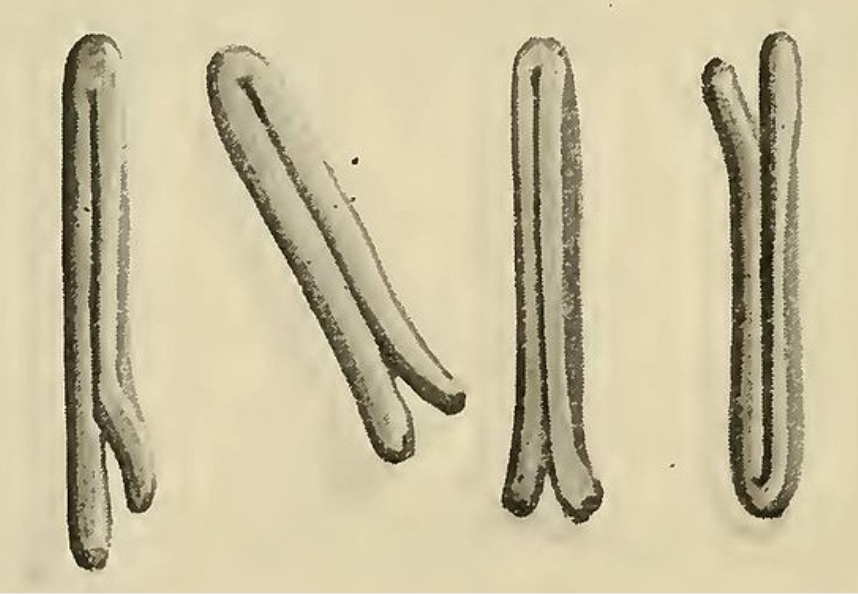
طويلة الحسا، كان يتم تداولها في الأحساء والمناطق المجاورة في عهد الإمارة الخالدية الأولى والثانية.

طويلة الحسا تعتبر من أندر العملات في تاريخ العملة المتداولة في الكويت لكونها غريبة الشكل، فلا يوحي مظهرها لأول وهلة بأنها عملة ذلك لأنها على شكل شبكة شعر، وكانت هذه العملة متداولة في منطقة الأحساء قبل تأسيس الكويت وحكم صباح الأول في بداية القرن الثامن عشر وقد كان تداول طويلة الحسا في الكويت ابتداء من استقرار آل صباح في الكويت، واستمر تداولها ما يقارب عن خمسين عاما، وقد استخدمها حكام الإمارة الخالدية الأولى، واستخدمها ماجد بن عريعر أثناء حكمه للإمارة الثانية.
كانت العملة تنقسم إلى ثلاث فئات وهي الذهبية والفضية والنحاسية وحسب بعض المؤرخين آلية العملة وطريقة تجارتها، ووصفوا بأن 15 من الفئة النحاسية كانت تعادل واحدة من الفئة الفضية، و 15 من الفئة الفضية تعادل واحدة من الفئة الذهبية، على الرغم من تخلي الكويت لعملة طويلة الحسا، إلا أن أهل الأحساء لم يستغنوا عن العملة واستخدموها حتى نهاية الإمارة الخالدية الثانية، واستبدلوها بريال النمساوي.

## قَائِمةُ الأُمَراءُ الخَوالد
| القائمة                             | القائمة                   | القائمة |
| الأمير                              | فترة الحكم                | الملاحظات |
| ----------------------------------- | ------------------------- | --- |
| ماجد بن عريعر بن دجين آل حميد       | 1234ه‍ - 1245ه‍ 1819م - 1830م | تولى الإمارة في منطقة الأحساء سنة 1820 بعد خروج الجيش المصري منها، وتولى أخيه محمد الإمارة في منطقة القطيف، وأستمر حكمهما في المنطقة ما يقارب 10 سنوات، لا تذكر لنا المصادر التاريخية شيئا كثيرا عن الشخصية نفسها غير الأحداث التاريخية والسياسية التي وقعت في عهده، ولكن عُرفت الأحساء في عهده بمنطقة الازدهار في الزراعة والتجارة، كانت نهايته ونهاية أخيه في معركة السبية عندما واجه آل سعود وقُتل في المعركة. |
| عبد الله بن سليمان المشهوري الخالدي | 1245ه‍ - 1830م              | بعد موت الأمير السابق لم يتم تنصيب أي أمير من بعده، ولكن ظهرت شخصية عبد الله بن سليمان وهو قائد الجيش الخالدي ضد الجيش السعودي، أستمر عبد الله في مقاومة الغزو السعودي على الأحساء في مدينة سيهات وجزيرة تاروت ومدينة القطيف، استولت القوات السعودية على منطقة القطيف وسبهات وضل عبد الله يقاوم القوات في قلعة جزيرة تاروت حتى سقطت القلعة واضطر عبد الله للفرار إلى عرب المنتفق في العراق.                     |

## اُنظُر أَيضًا
- بني خالد
- الإمارة الخالدية الأولى
- الدولة العثمانية وجزيرة العرب
- إيالة مصر
- آل سعود
- الدولة السعودية الأولى
- الدولة السعودية الثانية
- الأحساء
- تاريخ الأحساء

## المَراجِع

### باللُّغَةِ العَرَبِيَّة
1. ↑  العميد محمود بهجت سنان (1966). تاريخ قطر العام (ط. الأولى). مطبعة المعارف. ص. 60. مؤرشف من الأصل في 2022-07-27.
2. ↑  محمود شاكر (1981). البحرين الإحساء الكويت البحرين قطر (ط. الأولى). المكتب الإسلامي. ص. 76. مؤرشف من الأصل في 2022-07-15.
3. ↑  الدكتور عبدالرزاق أحمد السنهوري باشا (1948). ذكرى البطل الفاتح إبراهيم باشا. مطبعة دار الكتب المصرية. ص. 27. مؤرشف من الأصل في 2022-07-15.
4. ↑  عبدالكريم بن عبدالله المنيف الوهبي (1989). بنو خالد وعلاقتهم بنجد (ط. الأولى). دار ثقيف للنشر والتأليف. ص. 380. مؤرشف من الأصل في 2022-07-27. {{استشهاد بكتاب}}: |archive-date= / |archive-url= timestamp mismatch (مساعدة)
5. ↑  "التجمعات الشيعية في السعودية | موقع المسلم". almoslim.net. مؤرشف من الأصل في 2019-09-09. اطلع عليه بتاريخ 2022-07-26.
6. 1 2  محمد يوسف الخالدي (2010). قَبيلَة بَني خَالِد في الجَزيرَة اِلعَرَبيَة (ط. الأولى). الدار العربية للموسوعات. ص. 153. مؤرشف من الأصل في 2022-06-16.
7. ↑  محمود شاكر (1981). البحرين الإحساء الكويت البحرين قطر (ط. الأولى). المكتب الإسلامي. ص. 77. مؤرشف من الأصل في 2022-07-15.
8. ↑  الدكتور جمال زكريا قاسم (1985). الخليج العربي، دراسة لتاريخ الامارات العربية في عصر التوسع الاوروبي الاول. دار الفكر العربي. ص. 459. مؤرشف من الأصل في 2022-08-01.
9. ↑  الشيخ عثمان بن عبدالله بن بشر (1982). عنوان المجد في تاريخ نجد. تحقيق: عبد الرحمن بن عبد اللطيف بن عبد الله آل الشيخ (ط. الرابعة). مطبوعات دارة الملك عبدالعزيز. ص. 440. مؤرشف من الأصل في 2020-11-01.
10. ↑  جون كيلي (1979). بريطَانيَا وَالخليج. ترجمة: محمد أمين عبدالله (ط. الأولى). وزارة التراث القومي والثقافة. ص. 241. مؤرشف من الأصل في 2022-07-18.
11. ↑  إيهاب عمر (2008). الخليج البريطاني (ط. الأولى). دار اكتب للنشر والتوزيع. ص. 116. مؤرشف من الأصل في 2022-12-07.
12. ↑  أبو عبد الرحمن بن عقيل الظاهري (1983). العجمان وزعيمهم راكان بن حثلين (ط. الأولى). منشورات دار اليمامة للبحث والترجمة والنشر. ص. 41 - 42 - 43. مؤرشف من الأصل في 2022-09-08.
13. ↑  مجلة الفيصل، العدد: 85
14. ↑  فؤاد إسحاق الخوري (1983). القبيلة والدولة في البحرين (ط. الأولى). ص. 44. مؤرشف من الأصل في 2022-06-03.
15. ↑  الدكتور محمد بن عبدالله السلمان (1999). الأحوال السياسية في القصيم في عهد الدولة السعودية الثانية (ط. الثانية). ص. 70. مؤرشف من الأصل في 2022-09-26.
16. ↑  علي بن إبراهيم الدرورة (2001). تاريخ الاحتلال البرتغالي للقطيف. منشورات المجمع الثقافي. ص. 286. مؤرشف من الأصل في 2021-09-08.
17. ↑  عبدالكريم بن عبدالله المنيف الوهبي (1989). بنو خالد وعلاقتهم بنجد (ط. الأولى). دار ثقيف للنشر والتأليف. ص. 183. مؤرشف من الأصل في 2022-07-19.
18. ↑  الشيخ احمد العامري الناصري (2010). قبيلة بني خالد في التاريخ. دار الرافدين للطباعة والنشر والتوزيع. ص. 60. مؤرشف من الأصل في 2022-06-16.
19. ↑  محمد الفهد العيسى (1995). حمد الجاسر (المحرر). الدرعية قاعدة الدولة السعودية الأولى (ط. الأولى). مكتبة العبيكان. ص. 83. مؤرشف من الأصل في 2022-07-13.
20. ↑  محمد الفهد العيسى (1995). حمد الجاسر (المحرر). الدرعية قاعدة الدولة السعودية الأولى (ط. الأولى). مكتبة العبيكان. ص. 85. مؤرشف من الأصل في 2022-07-13.
21. ↑  الدكتور محمد أحمد عبداللّٰه، والدكتور بشير زين العابدين (2009). تاريخ البحرين الحديث (ط. الأولى). جامعة البحرين. ص. 144. مؤرشف من الأصل في 2022-07-31.
22. ↑  محمد يوسف الخالدي (2010). قَبيلَة بَني خَالِد في الجَزيرَة اِلعَرَبيَة (ط. الأولى). الدار العربية للموسوعات. ص. 153. مؤرشف من الأصل في 2022-06-16.
23. ↑  محمود شاكر (1981). البحرين الإحساء الكويت البحرين قطر (ط. الأولى). المكتب الإسلامي. ص. 119. مؤرشف من الأصل في 2022-07-15.
24. ↑  الدكتور محمد عرابي نخلة (1974). تاريخ الاحساء السياسي. منشورات دار السلاسل. ص. 23–32. مؤرشف من الأصل في 2022-08-01.
25. ↑  محمد يوسف الخالدي (2010). قَبيلَة بَني خَالِد في الجَزيرَة اِلعَرَبيَة (ط. الأولى). الدار العربية للموسوعات. ص. 155–156. مؤرشف من الأصل في 2022-06-16.
26. ↑  مجموعة من المؤلفين (2010). تاريخ قبيلة مطير (ط. الأولى). مركز قبيلة مطير للدراسات والبحوث التاريخية بالمملكة المتحدة. ص. 139. مؤرشف من الأصل في 2022-09-26.
27. ↑  "رحمة بن جابر بن عذبي الجلهمي – الصفحة الرسمية لحملة". مؤرشف من الأصل في 2022-06-02. اطلع عليه بتاريخ 2022-08-22.
28. ↑  خضير نعمان العبيدي (1969). البحرين من امارات الخليج العربي (ط. الأولى). مطبعة المعارف. ص. 38. مؤرشف من الأصل في 2022-08-22.
29. ↑  محمد يوسف الخالدي (2010). قَبيلَة بَني خَالِد في الجَزيرَة اِلعَرَبيَة (ط. الأولى). الدار العربية للموسوعات. ص. 157. مؤرشف من الأصل في 2022-06-16.
30. ↑  محمود شاكر (1981). البَحْرَين الإحسَاء الكوَيت البَحْرين قطرَ (ط. الأولى). المكتب الإسلامي. ص. 77. مؤرشف من الأصل في 2022-06-05.
31. ↑  رجب حراز (1970). الدولة العثمانية وشبه جزيرة العرب. ص. 135. مؤرشف من الأصل في 2022-10-03.
32. ↑  "قلعة تاروت - مجلة الواحة". www.alwahamag.com. مؤرشف من الأصل في 2022-04-07. اطلع عليه بتاريخ 2022-09-27.
33. ↑  الدكتور عبدالعزيز سليمان نوار (1968). تاريخ العراق الحديث من نهاية حكم داوُد باشا إلى نهاية حكم مدحت باشا. دار الكاتب العربي للطباعة والنشر. ص. 404. مؤرشف من الأصل في 2022-09-26.
34. ↑  الدكتور محمد حسن العيدروس (1992). الحياة الإدارية في سنجق الإحساء العثماني (ط. الأولى). دار المتنبي للطباعة والنشر. ص. 71. مؤرشف من الأصل في 2022-07-18.
35. ↑  عبد الكريم بن عبد الله المنيف الوهبي (1989)، بنو خالد وعلاقتهم بنجد: 1080-1208هـ/1669-1794م (ط. 1)، الرياض: دار ثقيف للنشر والتأليف، ص. 400، LCCN:90965812، OCLC:4770620295، OL:18402069M، QID:Q115756960
36. ↑  محمد عرابي نخلة (1974). تاريخ الاحساء السياسي. منشورات ذات السلاسل. ص. 110. مؤرشف من الأصل في 2022-09-23.
37. ↑  حمد محمد القحطاني (2010). الأوضاع الاقتصادية والاجتماعية في إقليم الأحساء. جامعة الكويت. ص. 99. مؤرشف من الأصل في 2022-09-23.
38. ↑  محمد يوسف الخالدي (2010). قبيلة بني خالد في الجزيرة العربية (ط. الأولى). الدار العربية للموسوعات. ص. 170. مؤرشف من الأصل في 2022-09-26.
39. ↑  عبد الرزاق المعاني (1999). التجارة و الملاحة في الخليج العربي. إشراف: الأستاذ الدكتور علي محافظة. ص. 181. مؤرشف من الأصل في 2022-07-19.
40. ↑  عبدالكريم بن عبدالله المنيف الوهبي (1989). بنو خالد وعلاقتهم بنجد (ط. الأولى). دار ثقيف للنشر والتأليف. ص. 367. مؤرشف من الأصل في 2022-07-19.
41. ↑  عبد الرزاق المعاني (1999). التجارة والملاحة في الخليج العربي. إشراف: الأستاذ الدكتور علي محافظة. ص. 94. مؤرشف من الأصل في 2022-07-19.
42. ↑  الكسندر أدا موف. ولاية البصرة في ماضيها وحاضرها. ترجمة: الدكتور هاشم صالح التكريتي (ط. الثانية). ص. 123–223. مؤرشف من الأصل في 2021-06-29.
43. ↑  عبد الرزاق المعاني (1999). التجارة والملاحة في الخليج العربي. إشراف: الأستاذ الدكتور علي محافظة. ص. 130. مؤرشف من الأصل في 2022-07-19.
44. ↑  احمد العامري الناصري. قبيلة بني خالد في التاريخ. الررفيرن للطباعة والنشر والتوزيع. ص. 355. مؤرشف من الأصل في 2022-06-16.
45. ↑  "طويلة الحسا. والروبية الهندية. والشلن النمساوي. عملات تداولتها الكويت صادق يلي410". alarabi.nccal.gov.kw. مؤرشف من الأصل في 2022-03-13. اطلع عليه بتاريخ 2022-07-18.
46. ↑  "بالفيديو طويلة الحسا أقدم عملة تداولها الكويتيون واستمرت 50 عاما". https://www.alanba.com.kw (بar-kw). Archived from the original on 2022-01-03. Retrieved 2022-08-21. {{استشهاد ويب}}: روابط خارجية في |موقع= (help)صيانة الاستشهاد: لغة غير مدعومة (link)
47. ↑  "كونا :: العملات القديمة المتداولة بدولة الكويت 19/08/2001". www.kuna.net.kw. مؤرشف من الأصل في 2022-08-21. اطلع عليه بتاريخ 2022-08-21.
48. ↑  "طويلة الحسا. والروبية الهندية. والشلن النمساوي. عملات تداولتها الكويت صادق يلي410". alarabi.nccal.gov.kw. مؤرشف من الأصل في 2022-07-18. اطلع عليه بتاريخ 2022-08-21.
49. ↑  "صحيفة الاحساء نيوز | (معلومة_تاريخية) من العملات التي استعملت بالأحساء والخليج وبعض الدول العربية : دولار ماريا تريزا النمساوي ويطلق عليه بالأحساء والخليج بالريال الفرانسي ويكتب كذلك في وثائق الأحساء بالريال الفرانسي. المعلومة من". موقع نبض. مؤرشف من الأصل في 2023-03-13. اطلع عليه بتاريخ 2022-08-21.
50. ↑  محمد يوسف الخالدي (2010). قبيلة بني خالد في الجزيرة العربية (ط. الأولى). الدار العربية للموسوعات. ص. 155–159. مؤرشف من الأصل في 2022-09-26.

### بلُغات أجْنَبيّة
1. ↑  Madawī; Madawi al- (11 Jul 2002). A History of Saudi Arabia (بالإنجليزية). Cambridge University Press. ISBN:978-0-521-64412-9. Archived from the original on 2022-09-26.
2. ↑  خوان كول (2002). Sacred Space and Holy War (بالإنجليزية). أي بي توريس. pp. (37 - 38 - 39).
3. ↑  أندرو كريشتون (1838). The history of Arabia. Ancient and modern (بالإنجليزية). p. 210.
4. ↑  "HÂLİD (Benî Hâlid) - TDV İslâm Ansiklopedisi". TDV İslam Ansiklopedisi (بالتركية). Archived from the original on 2022-07-16. Retrieved 2022-07-16.
5. ↑  "Heads and tales: history of the Saudi halalas". Arab News (بالإنجليزية). 24 Dec 2018. Archived from the original on 2022-02-06. Retrieved 2022-08-21.

| الإمارة الخالدية الثانية |                           |                              |
| سبقه إيالةُ مِصر           | تاريخُ الأحساء 1819 - 1830 | تبعه الدَّولةُ السُّعوديَّة الثانية |